# When Love Hurts
When Love Hurts è un singolo della cantante statunitense JoJo, pubblicato il 17 novembre 2015. Il brano è contenuto nell'EP III. (Triangle), un'opera di tre brani uscita sempre nel 2015.
La canzone era destinata al terzo album in studio della cantante, Mad Love (2016), ma non sarà mai inclusa nella tracklist.

## Descrizione
When Love Hurts è stata scritta da Ammar Malik, Benny Blanco, Daniel Omelio, Jason Evigan, dal team creativo "The XX" e da Ryn Weaver, mentre Blanco ed Evigan hanno curato anche la produzione. Il brano è stata la prima canzone dell'EP a essere promossa in radio.
Il 2 ottobre 2015 è uscito un EP di remix del brano.

## Video musicale
Il videoclip del brano, girato il 1º settembre e diretto da Patrick "Embryo" Tapu, è stato presentato in anteprima il 28 settembre 2015 su MTV. Le scene presentano JoJo con vari ballerini che eseguono una danza vogueing e finger-tutting in un magazzino abbandonato.

## Tracce
Download digitale
1. When Love Hurts – 3:35

Remixes EP
1. When Love Hurts (Full Crate Remix) – 3:36
2. When Love Hurts (Chris Cox Remix) – 6:36
3. When Love Hurts (Sweater Beats Remix) – 3:40
4. When Love Hurts (Hugel Remix) – 4:04
5. When Love Hurts (Etienne Ozborne Remix) – 5:07
6. When Love Hurts (Laszlo Remix) – 5:41

## Classifiche
| Classifica (2016)   | Posizione massima |
| ------------------- | ----------------- |
| Stati Uniti (dance) | 3                 |